# Marcelo Crivella
Marcelo Crivella (ur. 9 października 1957 w Rio de Janeiro) – brazylijski pastor ewangelikalny, śpiewak muzyki gospel, inżynier i polityk. Od 1 stycznia 2017 do 31 grudnia 2020 burmistrz Rio de Janeiro z ramienia Brazylijskiej Partii Republikańskiej, której sam był współzałożycielem.
Jest biskupem w Uniwersalnym Kościele Królestwa Bożego, który jest zielonoświątkowym kościołem o zasięgu międzynarodowym, założonym w 1977 roku, przez jego wuja Edira Macedo.
Dyplom inżyniera z budownictwa cywilnego uzyskał na prywatnym Universidade Santa Úrsula. Przez 10 lat był misjonarzem w Afryce, gdzie mieszkał ze swoją rodziną.
W latach 2003–2017 reprezentował Rio de Janeiro w senacie Brazylii. W latach 2012–2014 był ministrem ds. rybołówstwa i akwakultury. Podczas jego kadencji produkcja ryb w kraju podwoiła się.
Crivella jest znany jako konserwatywny polityk, sprzeciwiający się legalizacji aborcji, związków homoseksualnych, odrzucający teorię ewolucji i uznający siebie za kreacjonistę. Krytykował także Kościół katolicki. Jest pierwszym zielonoświątkowcem rządzącym brazylijską aglomeracją.